# لاري سكواير
لاري ريان سكواير (بالإنجليزية: Larry Ryan Squire) هو أستاذ الطب النفسي، وعلوم الأعصاب، وعلم النفس في جامعة كاليفورنيا بسان دييغو، وعالم بارز في مجال البحث العلمي في المركز الطبي للمحاربين القدامى بسان دييغو. وهو محقق رائد في القواعد العصبية للذاكرة، التي يدرس بها النماذج حيوانية والمرضى بشريين الذين يعانون من ضعف الذاكرة.

## التعليم
حصل سكواير على بكالوريوس الآداب من كلية أوبرلين، حيث درس مع سيليست ماكولوغ، وحصل أيضًا على درجة الدكتوراه من معهد ماساتشوستس للتكنولوجيا، حيث درس تحت إشراف بيتر شيلر وهانز لوكاس تيوبر. بعد ذلك أكمل زمالة ما بعد الدكتوراه في كلية ألبرت أينشتاين للطب.

## المهنة
بعد ذلك، قبل سكواير منصبه كعضو هيئة تدريس في جامعة كاليفورنيا بسان دييغو، حيث بقي منذ ذلك الحين. تشمل منشوراته أكثر من 480 مقالة بحثية وكتابين: الذاكرة والمخ (مطبعة أوكسفورد، 1987 م) والذاكرة: من العقل إلى الجزيئات مع إريك كاندل (روبرتس وشركاه، الطبعة الثانية، 2009 م). وهو أيضا كبير المحررين في الكتاب المدرسي، علم الأعصاب الأساسي، وهو الآن في طبعته الرابعة ورئيس تحرير تاريخ علم الأعصاب في السيرة الذاتية (الآن في ثمانية مجلدات).
ألقى لاري سكواير الضوء على علم التشريح والظاهر من ضعف الذاكرة البشرية، وحددت المكونات التشريحية لنظام ذاكرة الفص الصدغي الإنسي (مع ستيوارت زولا)، الرائدة في التمييز البيولوجي بين الذاكرة التقريرية وغير الافتراضية، واستكشفت أنظمة الذاكرة الواعية واللاشعورية في الدماغ في الثدييات، وساعد على إنشاء حساب قياسي للدمج الذاكرة.

## الأوسمة والجوائز
في 1993 م إلى 1994 م، شغل سكواير منصب رئيس جمعية علم الأعصاب. وهو عضو منتخب في الأكاديمية الوطنية للعلوم اعتبارًا من عام 1993 م، وعمل في مجلس الإدارة من عام 2009 م إلى عام 2012 م. كما تم انتخابه أيضًا في الأكاديمية الأمريكية للفنون والعلوم، والجمعية الأمريكية للفلسفة اعتبارًا من عام 1996 م، والأكاديمية الوطنية للطب (سابقا معهد الطب) اعتبارا من عام 2000 م.
حصل على جائزة تشارلز دانا للإنجازات الرائدة في مجال الصحة في عام 1993 م، وجائزة المساهمات العلمية المتميزة من جمعية علم النفس الأمريكية في عام 1993 م، ووليام جيمس زميل جمعية العلوم النفسية في عام 1994 م، وجائزة وليام ميدلتون من الولايات المتحدة في وزارة شؤون المحاربين القدامى في عام 1994 م، وجائزة متروبوليتان لايف للبحوث الطبية في عام 1999 م، وجائزة كارل سبنسر لاشلي من الجمعية الفلسفية الأمريكية في عام 1995 م، «لمساهمته الأساسية في تحديد أنظمة الذاكرة الضمنية والصريحة في الدماغ»، جائزة ماكغوفرن من الجمعية الأمريكية لتقدم العلوم في عام 2004 م، وسام هيربرت كروسبي وارن من جمعية علماء النفس التجريبي في عام 2007 م، وجائزة المراجعة العلمية من الأكاديمية الوطنية للعلوم في عام 2012 م، وجائزة جولدمان-راكيك من مؤسسة أبحاث الدماغ والسلوك في عام 2012 م.

## المنشورات المشهورة (من إجمالي قائمة 500+)
- الذاكرة والدماغ نيويورك، أكسفورد: دار نشر جامعة أكسفورد، 1987. الثامن، 315 صفحة  (ردمك 0-19-504208-5)
- الذاكرة: من الدماغ إلى الجزيئات، الطبعة الثانية، مع اريك كاندل. جرينوود فيليدج، روبرتس وشركاه  (ردمك 0981519415)
- علم الأعصاب الأساسي. النسخة الرابعة. سان دييغو، كاليفورنيا: الصحافة الأكاديمية، 2012. (نشر في 2003 م و 2008 م) 1426 صغحة مع سي دي (ردمك 9780123858702)
- سكواير ل. ر. (2009 م). «نظام الذاكرة والدماغ: 1969 م إلى 2009 م.» مجلة علم الأعصاب، 29، 12711-12716.
- ويكستيد جي. تي. وسكواير ل. ر. (2011 م). «الفص الصدغي الإنسي وسمات الذاكرة.» الاتجاهات في العلوم المعرفية، 15، 210-217.
- سواير ل. ر. وويكستيد ج. (2011 م). «علم الأعصاب الإدراكي للذاكرة البشرية منذ هنري مولايسون»، المراجعة السنوية لعلم الأعصاب، 34، 259-288.
- إنساوستي ر. أنيس ج. أمارال د. جي. سكواير ل. ر. (2013). «فقدان الذاكرة البشري والفص الصدغي الوسيط مضاء بالنتائج العصبية والنفسية العصبية للمريض إيوجين بولي»، وقائع الأكاديمية الوطنية للعلوم، الولايات المتحدة الأمريكية، 110، E1953-E1962.

## وصلات خارجية
- Biography